# Hoby
Hoby är en by i civil parish Hoby with Rotherby, i distriktet Melton, i grevskapet Leicestershire i England. Byn är belägen 16 km från Leicester. Hoby var en civil parish fram till 1936 när blev den en del av Hoby with Rotherby. Civil parish hade 229 invånare år 1931. Byn nämndes i Domedagsboken (Domesday Book) år 1086, och kallades då Hobie.